# Hujr ibn 'Adi
Ḥujr ibn ʿAdī, ricordato come Ḥujr al-Khayr (Il buono) (in arabo حجر بن عدي‎?; fl. VII secolo), fu un musulmano attivo nel primo periodo islamico, figlio di ʿAdī al-Adbar (Il dolorante alla schiena), così soprannominato perché era stato pugnalato dopo aver voltato la schiena al nemico.
Le autorità tradizionistiche più rappresentative contestano la sua appartenenza alla categoria dei Sahaba e non credono alla conquista a lui ascritta del distretto di Marj ʿAdhrāʾ, in Siria. Sostenitore convinto di ʿAlī b. Abī Tālib, Ḥujr combatté per lui nella Battaglia del Cammello e a Siffīn, dopodiché fu in Egitto con Muhammad b. Abī Bakr, governatore della provincia per conto di ʿAlī. 
Dopo la rinuncia al califfato da parte di al-Hasan b. ʿAlī, Ḥujr diventò l'anima di tutti gli intrighi alidi a Kūfa, ma il governatore al-Mughīra b. Shuʿba non volle ricorrere a misure drastiche per porre fine alla sua condotta. 

Al-Mughīra governò Kūfa per sette anni e venne considerato come il miglior governatore della città, malgrado il biasimo nei confronti di ʿAlī e la richiesta che si vendicasse l'omicidio del califfo ʿUthmān b. ʿAffān.

Quando Ḥujr b. ʿAdī sentì ciò, gli disse: “Possa invece Dio rimproverarti e maledirti”. Il successore di al-Mughīra, Ziyād, apparentemente riuscì a placarlo ma Ḥujr non mancò di esprimere comunque i suoi forti sentimenti alidi, specialmente quando invitò al-Husayn b. ʿAlī a diventare la guida dei suoi seguaci a Kūfa. 
Nell'anno 42 dell'Egira Ziyād chiese e ottenne a Muʿāwiya il permesso di stabilirsi a Kūfa. Ḥujr, che aveva attaccato al-Mughīra e Ziyād quando avevano insultato ʿAlī, durante l'assenza di Ziyād - che era partito per Basra - cercò di ordire un moto insurrezionale. Ziyād tornò indietro precipitosamente e tentò di sistemare l'affare in modo pacifico ma quando le negoziazioni fallirono, fece arrestare Ḥujr insieme agli esponenti della fazione alide più compromessi. 
Il processo fu istruito e una imputazione venne preparata e firmata dagli uomini più importanti di Kūfa, dopodiché Ḥujr e i suoi compagni vennero portati da Muʿāwiya a Damasco. Qui il califfo omayyade organizzò un nuovo processo e chiese il parere dei locali capi politici (che erano allineati al volere del califfo) e fu sentenziata a carico di Ḥujr la pena capitale, a Marj ʿAdhrāʾ, presso la capitale siriana, nell'anno 51 dell'Egira. 
La sua tomba è tuttora costituita da una piccola costruzione che gli abitanti del luogo chiamano Shaykh ʿUdi. La sua morte inaugurò di fatto il martirologio sciita.
Sette compagni vennero uccisi, assieme a Ḥujr: Sharīk b. Shaddād al-Haḍramī, Sayfī b. Fasīl al-Shaybānī, Qabīsa b. Dubayʿa al-ʿAbsī, Muhriz b. Shihāb al-Saʿdī, al-Minqarī, Kidām b. Hayyān al-ʿAnazī e ʿAbd al-Rahmān b. Hassān al-ʿAnazī.